# Torii Tadayoshi
Pour les articles homonymes, voir Torii (homonymie).
Torii Tadayoshi (鳥居 忠吉, mort le 7 mai 1571) était un samouraï du milieu de l'époque Sengoku. Il fut longtemps l'obligé de Matsudaira Hirotada ainsi plus tard que son fils, Ieyasu Tokugawa. Quand Ieyasu fut envoyé au château de Sunpu en otage du clan Imagawa, Tadayoshi servit avec Matsudaira Shigeyoshi comme gardien du château d'Okazaki. Il était réputé comme un modèle de frugalité, ayant finalement assez économisé quand Ieyasu revint, pour réarmer le clan Matsudaira (Tokugawa).

## Source de la traduction
- (en) Cet article est partiellement ou en totalité issu de l’article de Wikipédia en anglais intitulé « Torii Tadayoshi » (voir la liste des auteurs).